# Hôtel Grimardias
L'hôtel Grimardias également dénommé hôtel Dumas de Vault est situé sur la commune de Maringues (France).

## Localisation
L'hôtel est situé sur la commune de Maringues, dans le département du Puy-de-Dôme, en région Auvergne-Rhône-Alpes.

## Description
L'hôtel Grimardias est une maison construite à partir de 1782 par l'architecte Deval pour le compte de la famille Grimardias, famille enrichie dans le commerce avec les Amériques. La maison résulte probablement de la réunion de constructions datant du XVIIe siècle. La façade sur rue est de style néo-classique, elle est en pierre de Volvic. Les décors intérieurs, principalement du XVIIIe siècle, se composent de cheminées en pierre avec trumeaux à stucs, de grands panneaux peints à sujets mythologiques. L'ensemble apparaît comme le reflet d'une maison de notable auvergnat de cette époque,,.

## Historique
L'hôtel est inscrit au titre des monuments historiques par arrêté du 14 juin 2002,.